# Днепр-75
«Днепр-75» (укр. ФК «Дніпро-75») — украинский футбольный клуб из Днепропетровска. Выступал на стадионе «Метеор».

## История
Команда была основана в октябре 2007 года президентом строительной компании «ДИК» Сергеем Дорошенко, на базе ДЮСШ «Днепр-75», основанной в 1975 году.
Выпускниками ДЮСШ стали: Олег Протасов, Анатолий Демьяненко, Геннадий Литовченко, Владимир Лютый, Андрей Полунин, Сергей Дирявка, Геннадий Мороз, Владимир Геращенко, Александр Поклонский, Виталий Рева, Сергей Перхун, Александр Рыкун и многие другие.
В марте 2010 года команда прекратила своё существование и снялась с чемпионата из-за недостаточного финансирования.
5 апреля 2011 года умер старший тренер футбольной школы «Днепр-75», Заслуженный тренер Украины Павел Константинович Куприенко.

## Результаты выступлений
| Чемпионат | Чемпионат                                | Чемпионат | Чемпионат | Чемпионат | Чемпионат | Чемпионат | Чемпионат | Чемпионат | Кубок            | Примечания                                                      | Примечания                                                      |
| Сезон     | Лига                                     | Место     | И         | В         | Н         | П         | Мячи      | О         | Кубок            | Примечания                                                      | Примечания                                                      |
| --------- | ---------------------------------------- | --------- | --------- | --------- | --------- | --------- | --------- | --------- | ---------------- | --------------------------------------------------------------- | --------------------------------------------------------------- |
| 2008      | Чемпионат Днепропетровской области       | —         | —         | —         | —         | —         | —         | —         | —                | результаты аннулированы                                         | снятие в связи с выходом на проф. уровень                       |
| 2008      | Любительский чемпионат Украины, группа 4 | 2 из 5    | 8         | 5         | 1         | 2         | 18-8      | 16        | —                | на предв. этапе                                                 | снятие в связи с выходом на проф. уровень                       |
| 2008/09   | Вторая лига, группа «Б»                  | 16 из 18  | 34        | 8         | 6         | 20        | 28-56     | 34(-6)    | 1-й предв. раунд |                                                                 |                                                                 |
| 2009/10   | Вторая лига, группа «Б»                  | 13 из 14  | 26        | 4         | 5         | 17        | 19-21     | 14(-3)    | 1-й предв. раунд | Снятие после 15-ти туров; в оставшихся матчах — техн. поражения | Снятие после 15-ти туров; в оставшихся матчах — техн. поражения |